# Mixmash Records
Mixmash Records is het in 2004 opgerichte label van Laidback Luke. Op het label van Luke worden verschillende muziekstijlen uitgebracht, zoals electro, house en progressive house. Enkele artiesten die verwant zijn aan Mixmash Records zijn, naast Laidback Luke: Steve Angello, Oliver Twizt, Sandro Silva, A-Trak en Steve Aoki. 